# Phorbas amaranthus
Phorbas amaranthus är en svampdjursart som beskrevs av Duchassaing och Giovanni Michelotti 1864. Phorbas amaranthus ingår i släktet Phorbas och familjen Hymedesmiidae. Inga underarter finns listade i Catalogue of Life.